# 九州国際大学の人物一覧
九州国際大学の人物一覧（きゅうしゅうこくさいだいがくのじんぶついちらん）は、九州国際大学とその前身の八幡大学（旧制専門学校を含める）に関係する人物の一覧記事。
※数多くの卒業生・関係者が存在するためウィキペディア日本語版内に既に記事が存在する人物のみを記載する。

## 主な教員

### 現職
- 櫻井弘晃 - 民法、学長
- 花松泰倫 - 国際政治学、法学部教授
- 吉村真性 - 刑事訴訟法、法学部教授
- 男澤智治 - 国際物流論、現代ビジネス学部教授
- 野村政修 - 環境経済学、現代ビジネス学部教授
- 福島規子 - 観光学、現代ビジネス学部教授

### 元職
- 安藤高行 - 憲法
- 井田輝敏 - 近代日本政治史
- 岡本久人 - 環境
- 佐木隆三 - リスクマネジメント、(作家)
- 中野洋一 - 国際経済学
- 長野暹 　- 経済史
- 春田一夫 - 民法
- 湯淺墾道 - 情報セキュリティ
- 和田正広 - 東洋史学

### 著名な歴代学長
- 田中右橘  - 八幡大学初代学長、東京控訴院長
- 宇賀田順三  - 八幡大学第二代学長、憲法、行政学
- 安田幹太  - 八幡大学第三代学長、民法
- 高木孝詮  - 八幡大学第五代学長、刑法、法学概論
- 横松宗  - 八幡大学第六代、第九代学長、教育学
- 吉田五郎  - 八幡大学第八代学長、経済法
- 小澤正明  - 八幡大学第十代学長、国文学
- 山田政治  - 九州国際大学第十四代学長、国際政治学
- 西川京子 - 九州国際大学前学長、元衆議院議員

## 主な出身者

### 元教員・名誉教授等
- 大路博美 - 民法学者、九州国際大学名誉教授
- 合力栄 - 商学者、元八幡大学学長　元熊本学園大学教授
- 杉崎光世 - 民法学者、九州国際大学名誉教授
- 瀬戸山登一 - 行政法学者、元八幡大学教授
- 藤原欣一郎 - 会計学者、元八幡大学教授
- 堀田泰司 - 民法学者、元九州国際大学学長、名誉教授
- 松隈清 - 国際法学者、九州国際大学名誉教授
- 榎園喜徳 - 労働法学者、元八幡大学教授　 (九州法学校卒)
- 川口鉄男 - 図書館学者、元八幡大学教授　（九州専門学校法政科卒）
- 城野禎三 - 刑法学者、九州国際大学名誉教授　（九州専門学校法政科卒）
- 堀井岸雄 - 社会学者、元八幡大学学長、名誉教授　（九州専門学校法政科卒）

### 他大学の教員
- 前田芳人 - 経済学者、西南学院大学名誉教授
- 松本昌悦 - 憲法学者、元中京大学法学部長 教授、鹿児島大学大学院教授
- 菊池満 - 歴史学者、西日本工業大学非常勤講師（福岡地域学）
- 山脇直祐 - 社会学者、北九州市立大学非常勤講師（都市計画論）

### 政治
- 稲本隆寿 - 愛媛県内子町町長。
- 近藤進也 - 福岡県水巻町町長。

### 実業
- 正野隆士 - ミサワホーム中国株式会社前代表取締役社長・会長、日本YMCA会長
- 谷光大 - 株式会社ジェイ・エム・エス元代表取締役社長
- 野口恭一郎 - 株式会社竹書房創業者、名誉会長、麻雀博物館設立
- 山田英生 - 山田養蜂場元代表取締役社長、現会長
- 吉田実 - シーモール下関商業開発株式会社代表取締役社長
- 浮城智和 - ベガコーポレーション創業者・社長
- 藤本靖博 - サッカーJ2ロアッソ熊本㈱アスリートクラブ熊本代表取締役社長

### 文化・芸能
- 千葉和臣 - 音楽家。海援隊のメンバー。
- 姫野達也 - 音楽家。チューリップのメンバー。
- 山田パンダ - 音楽家。かぐや姫のメンバー。　(中退)
- 福本ヒデ - 社会風刺コント集団 ザ・ニュースペーパーメンバー。
- 八杉将司 - 小説家。
- 白部真一 - クリエイティブディレクター、コピーライター。
- 吉高寿男 - 脚本家。
- 斉藤南北 - 水墨画家。内閣総理大臣賞受賞。

### メディア
- 野口春生 - 元エフエム福岡アナウンサー
- 渡辺真 - 元RKB毎日放送アナウンサー

### 野球
プロ野球
- 大田勇治 - 元プロ野球選手（外野手）。元日本ハムファイターズ。
- 奥村政稔 - 元プロ野球選手 (投手)。元福岡ソフトバンクホークス。(中退)
- 加藤政義 - 元プロ野球選手（内野手）。元横浜DeNAベイスターズ。
- 川島慶三 - 元プロ野球選手（内野手）。元福岡ソフトバンクホークス。
- 島袋修 - 元プロ野球選手（捕手）。元オリックス・ブルーウェーブ。
- 嶋村一輝 - 元プロ野球選手（内野手）。元横浜DeNAベイスターズ。
- 下園辰哉 - 元プロ野球選手（外野手）。元横浜DeNAベイスターズ。
- 下柳剛 - 元プロ野球選手（投手）。元東北楽天ゴールデンイーグルス。(中退)
- 中島俊哉 - 元プロ野球選手（外野手）。元東北楽天ゴールデンイーグルス。
- 永野将司 - 元プロ野球選手（投手）。元千葉ロッテマリーンズ。
- 縄田洋海 - 元プロ野球選手（投手）。元西鉄ライオンズ。
- 西尾裕 - 元プロ野球選手（投手）。元南海ホークス。元八幡大学野球部 監督。
- 西﨑聡 - 元プロ野球選手（投手）。元東京ヤクルトスワローズ。
- 浜涯泰司 - 元プロ野球選手（投手）。元福岡ダイエーホークス。
- 樋口龍美 - 元プロ野球選手（投手）。元中日ドラゴンズ。
- 広橋公寿 - 元プロ野球選手（内野手、外野手）。元西武ライオンズ。
- 松井隆昌 - 元プロ野球選手（捕手）。元千葉ロッテマリーンズ。
- 松山竜平 - プロ野球選手（外野手）。広島東洋カープ。
- 山路哲生 - プロ野球審判員。
- 山口義治 - プロ野球審判員。

高校・社会人野球等
- 伊藤健治 - 社会人野球選手（捕手）・監督、九州国際大学硬式野球部 監督。
- 宇多村典明 - 社会人野球選手（内野手）。JR九州。
- 濱田登 - 高校野球監督。宮崎県立富島高等学校。
- 吉田幸彦 - 高校野球監督。飯塚高等学校。

### その他のスポーツ
- 太田和臣 - ウエイトリフティング選手。
- 高尾宏明 - ウエイトリフティング選手。
- 柳田瑞季 - ウエイトリフティング選手。
- 大藪淳 - ラグビー東福岡高校出身。元近鉄ライナーズ（ラグビートップリーグ）。
- 渕正信 - プロレスラー。(全日本プロレス)　(中退)
- 山下健夫 - 登山家。
- 中須賀克行 - ロードレース、MotoGPライダー。
- 松崎圭介 - バスケットボール選手。鹿児島レブナイズ。
- 宮谷直樹 - フットサル国際審判員。

### その他
- 大友淑江 - 社会福祉法人あすなろ学園創始者。教育者。歌人。
- 崔昌華 - 牧師。人権活動家。大学講師。